# Dianthus urumoffii
Dianthus urumoffii là loài thực vật có hoa thuộc họ Cẩm chướng. Loài này được Stoj. & Acht. mô tả khoa học đầu tiên năm 1933.